# باب آرمسترانگ

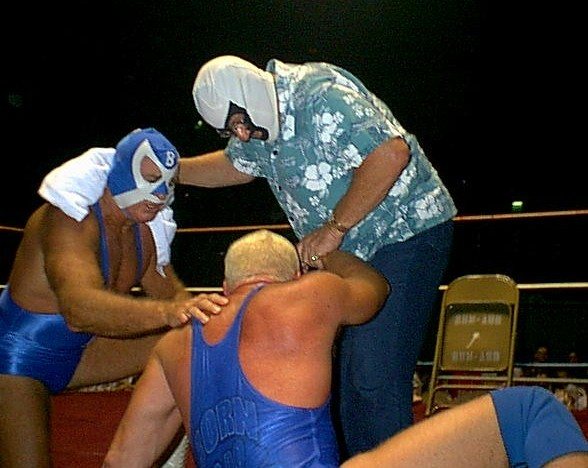
باب ارمسترانگ

باب آرمسترانگ (انگلیسی: Bob Armstrong؛ زادهٔ ۳ اکتبر ۱۹۳۹ - درگذشته ۲۷ اوت ۲۰۲۰) کشتی‌گیر کشتی حرفه‌ای اهل ایالات متحده آمریکا بود.
وی برندهٔ جوایزی همچون تالار شهرت دبلیو دبلیو ای شد.